# Брейк (снукър)
Вижте пояснителната страница за други значения на Брейк.
В снукъра резултат от 100 и повече точки при брейк на играча се нарича сенчъри брейк – century break. Възможният най-голям брейк е 147 точки (15 червени + 15 черни + 6-те цветни) и се нарича максимален брейк. Във всеки ранкинг турнир има допълнителна парична награда за най-голям брейк и за максимален брейк.
Възможен е и по-голям брейк от 147. Точките от фаул на противника не се броят при брейк. Повече от 147 може да се направи, когато противника е направил фаул и е обявен фрий бол, т.е. играча може да посочи, която и да е от топките за червена и да я вкара в комбинация с цветна. Ако играчът посочи една от цветните за червена и я вкара с комбинация с черна това са 1+7 = 8 точки + 147 е 155. Реално максималният брейк може да бъде 155.
Регистрирани са 3 брейка по-големи от 147, като единият е официален – през 2004 г. в квалификациите за UK Championship, Джейми Бърнет прави 148. Останалите са неофициални: 149 на Тони Драго през 1998 г. и 151 на Уили Уест през 1976 г. Драго избира кафява за фрий бол, вкарва я отново като цветна т.е. 5 т., после вкарва 13 червени с 13 черни – 104 т., 1 червена с розова – 7 т., една червена със синя – 6 т. Дотук 122 т. + 27 от цветните = 149.
Джейми Коуп е съобщил, че е направил максимално възможния брейк от 155 точки през 2005 г. по време на тренировки. Първият играч, който е постигнал 147 е новозеландеца Мърт Одонъхи (1901 – 1994) в Griffiths, New South Wales, Australia на 26 септември 1934 г. Но този рекорд не е признат за официален. През Ноември 1948 г. канадеца Лео Левит прави също 147 в Windsor Club, Montreal, но пак неофициално.
Джо Дейвис прави първия официален максимален брейк на 22 януари 1955 г. в мач срещу Уили Смит в Leicester Square Hall, London.
Рекс Уилямс прави 147 в мач на 23 декември 1966 г., което изравнява рекорда на Джо Дейвис.
За пръв път 147 на значим турнир е направен от Джон Спенсър на 13 януари 1979 г., но не е признат като официален, защото масата била с по-големи джобове от официално признатите.
Уелсеца Пол Дейвис прави 147 през 1992 г. на DDO Masters, но не е зачетен за официален. Незачетен остава и максимума от 147 на Тери Мърфи през 1993 г. на B&H Championship, поради нестандартна маса.
През 1994 г. се правият три пъти неофициални 147 от Пат Кени, Анди Хикс и Уорън Кинг. През 1995 г. два неофициални на Питър Ебдън и на Стефан Мазрокис.
Сезон 2001/02 е постигано три пъти 147: Пол Уикс, Уейни Сейдлър и Дейвид Джон.
Има още максимални брейкове, които не са признати, поради различни причини. Официален 147 брейк се признава само в следния случай: брейкът трябва да бъде направен в официално ратифицирано състезание от WPBSA (World Profetional Billiard and Snooker Association), да бъде направен на сертифицирана маса в рисъствието на официално сертифициран съдия.
| Портал | В Портал Снукър можете да намерите още много страници за снукър. |